# Augustus W. Cutler

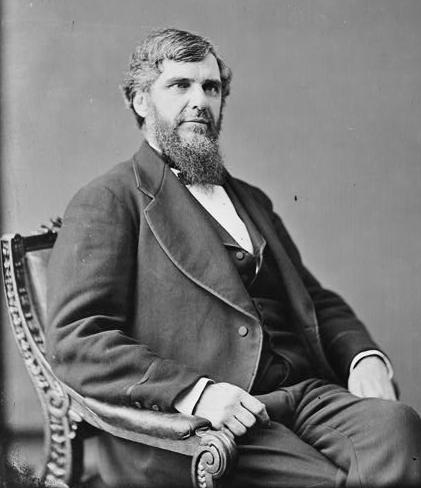
Augustus W. Cutler

Augustus William Cutler (* 22. Oktober 1827 in Morristown, New Jersey; † 1. Januar 1897 ebenda) war ein US-amerikanischer Politiker. Zwischen 1875 und 1879 vertrat er den Bundesstaat New Jersey im US-Repräsentantenhaus.

## Leben
Augustus Cutler war ein Urenkel von Silas Condict (1738–1801), einem Delegierten des Kontinentalkongresses. Cutler wuchs auf einer Farm auf und besuchte die öffentlichen Schulen seiner Heimat sowie das Yale College. Nach einem anschließenden Jurastudium und seiner 1849 erfolgten Zulassung als Rechtsanwalt begann er in Morristown in diesem Beruf zu arbeiten. Zwischen 1856 und 1861 war er Staatsanwalt im Morris County. Gleichzeitig schlug er als Mitglied der Demokratischen Partei eine politische Laufbahn ein. Im Jahr 1870 war er Präsident des dortigen Bildungsausschusses; von 1871 bis 1874 gehörte er dem Senat von New Jersey an. 1873 war er Mitglied einer Versammlung zur Überarbeitung der Staatsverfassung.
Bei den Kongresswahlen des Jahres 1874 wurde Cutler im fünften Wahlbezirk von New Jersey in das US-Repräsentantenhaus in Washington, D.C. gewählt, wo er am 4. März 1875 die Nachfolge von William Walter Phelps antrat. Nach einer Wiederwahl konnte er bis zum 3. März 1879 zwei Legislaturperioden im Kongress absolvieren. Ab 1877 war er Vorsitzender des Landwirtschaftsausschusses. Im Jahr 1878 verzichtete er auf eine weitere Kandidatur. Nach dem Ende seiner Zeit im US-Repräsentantenhaus praktizierte Cutler wieder als Anwalt. In den Jahren 1880 und 1896 strebte er erfolglos seine Rückkehr in den Kongress an. Er starb am 1. Januar 1897 in seiner Heimatstadt Morristown, wo er auf dem Evergreen Cemetery beigesetzt wurde.